# 122. østlige længdekreds
Den 122. østlige længdekreds (eller 122 grader østlig længde) er en længdekreds, der ligger 122 grader øst for nulmeridianen. Den løber gennem Ishavet, Asien, Stillehavet, det Indiske Ocean, Australasien, det Sydlige Ishav og Antarktis.